# Reino Unido en los Juegos Olímpicos de Sankt Moritz 1948
El Reino Unido estuvo representado en los Juegos Olímpicos de Sankt Moritz 1948 por un total de 55 deportistas que compitieron en 6 deportes.  
El portador de la bandera en la ceremonia de apertura fue el patinador artístico Henry Graham Sharp.

## Medallistas
El equipo olímpico británico obtuvo las siguientes medallas:
| Nombre            | Deporte            | Competición  |
| ----------------- | ------------------ | ------------ |
| Oro               |                    |              |
| —                 |                    |              |
| Plata             |                    |              |
| —                 |                    |              |
| Bronce            |                    |              |
| Jeannette Altwegg | Patinaje artístico | Individual F |
| John Crammond     | Skeleton           | Individual M |